# Mi papá es un santa
Mi papá es un Santa es la primera película navideña hecha en Costa Rica. Fue producida por el trío de comediantes La Media Docena;  protagonizada por Erik Hernández, Valentina Cañas, Mariluz Bermúdez, Mario Chacón, Daniel Moreno y Silvia Baltodano y dirigida por Daniel Moreno. Representa el verdadero significado de la Navidad. En un principio se tenía previsto el estreno en diciembre de 2020, pero por la pandemia de COVID-19 se estrenó finalmente en noviembre de 2021.

## Reparto
- Erik Hernández interpreta a Andrés (Ex de Catalina)
- Mariluz Bermúdez interpreta a Catalina (Ex de Andrés)
- Valentina Cañas interpreta a Sofía (Hija de Andrés y Catalina)
- Mario Chacón interpreta a Pancho (Hermano de Andrés)
- Eugenia Chaverri interpreta a la mamá de Andrés y Pancho
- Silvia Baltodano interpreta a Laura (Cajera de McDonald's)
- Daniel Moreno interpreta a Roberto (Jefe de Andrés)

- Randall Ramírez interpreta al abogado de Andrés
- Aldo Mata interpreta al abogado de Catalina
- José Castro interpreta al exjefe de Andrés
- Grettell Sánchez interpreta a Teresa
- Dino Andino interpreta a Lázaro (Primero sale en el condominio y después en Cemaco)
- Ilse Faith interpreta a la cajera de Cemaco
- Camila Peralta interpreta a la recepcionista de Cemaco
- Erika Hidalgo interpreta a la entrevistadora
- Noelia Campos interpreta a Karen (Novia de Pancho)
- Raúl Arias interpreta al Hombre Santa
- Charlene Stewart interpreta a Vanessa (Compañera de Andrés en el trabajo)
- Gustavo Apuy interpreta a Chen (Compañero de Andrés y Vanessa)
- Deby Barrantes interpreta a la empleada de Juguetón #1
- Melany Melendez interpreta a la empleada de Juguetón #2
- Laura Flores interpreta a la mujer del Orfanato #1
- Ziany Mora interpreta a la mujer del Orfanato #2
- Sol Moreno se interpreta a ella misma (En la vida real es la hija del director de la película)
- David Josue Ramírez interpreta a Ale (Hijo de Laura)

## Banda sonora
- Vanessa González, Santa ya llegó
- Joaquín Iglesias, Mi regalo serás tú en Navidad
- Los Ajenos, Aquí no hay nieve en Navidad